# Vikingehavnen på Fånestangen
Vikinghavna på Fånestangen er et havneanlæg fra omkring år 1000 eller noget senere, som blev fundet i Frosta kommune i 2003 ud til Trondheimsfjorden nordvest for Trondheim i Norge. Havneanlægget blev afdækket under opførslen af en mole til lystfartøjer. Anlægget bestod af 12 til 14 træstokke og har muligvis været en kassekonstruktion fyldt med sten. Den kan han været både kaj og molo. Resterne efter havneanlægget ligger nu på Vitenskapsmuseet i Trondheim.
En mulig bruger af havnen kan have været høvdingen Olav Vigdeild, som havde gården Viktil omkring 2 km sydvest for havnen i første halvdel af 1200-tallet. Mellem 1428 og 1450 brugte ærkebiskop Aslak Bolt området ved havnen til sine rejser til Ytterøy. Om vikinghavnen endnu eksisterede er usikkert.

## Lignende fund imiddelalderbyer
- Oslo
- Skien
- Stavanger
- Bergen
- Trondheim
- Kaupangen i Skiringssal ved Larvik

## Lignende fund udenfor middelalderbyer
- Kong Øysteins havn yderst i Trondheimsfjorden ved Agdenes

63°38′N 10°47′Ø / 63.64°N 10.78°Ø